# Wolfgang Tiessen
Wolfgang Tiessen (* 1. Januar 1930 in Königsberg; † 26. Oktober 2017) war ein deutscher Buchgestalter und Verleger und der Herausgeber der Edition Tiessen in Neu-Isenburg.

## Leben
Nach dem Besuch von Gymnasien in Königsberg, Berlin und Detmold begegnete Tiessen 1947 in Detmold dem Buchgestalter Gotthard de Beauclair. 1949 bis 1951 machte er eine Schriftsetzerlehre bei Scherpe in Krefeld. 1952 war er Schriftsetzer in der Hausdruckerei der Schriftgießerei D. Stempel AG in Frankfurt am Main und von 1953 bis 1960 Mitarbeiter von de Beauclair für den Insel-Verlag, der D. Stempel und deren Trajanus-Presse.
1960 war er für eineinhalb Jahre verantwortlich für die buchkünstlerische Seite des Insel-Verlags während der Zeit, als de Beauclair dessen Verlagsleiter war. 1962 kam es zur Gründung der Versandbuchhandlung „Wolfgang Tiessen. Moderne Buchkunst und Graphik“. Deren Katalog „Rundbrief für Freunde moderner Buchkunst und Graphik“ erschien in insgesamt 36 Ausgaben. 1963 heiratete er Gisela Schwarz van Berk. 1968 folgte der Umzug der Buchhandlung nach Neu-Isenburg; die ersten Bände von „Die Buchillustration in Deutschland, Österreich und der Schweiz seit 1945“ erschienen im selben Jahr. Es folgten weitere vier Bände, der letzte 1989. 1977 erschienen die ersten Bücher der Edition Tiessen, die wie alle folgenden vom Verleger mit der Hand aus der Original-Janson-Antiqua gesetzt wurden. 1987 erschien ein letzter Rundbrief, die Arbeit blieb nun auf den Verlag konzentriert. 1995 erschien der 80. und letzte Druck der Edition Tiessen. 2007 erfolgte die Übergabe des Verlagsarchivs an die Herzog August Bibliothek in Wolfenbüttel. Wolfgang Tiessen lebte in Neu-Isenburg.

## Aufsätze und Reden
- Gedanken über die Gestaltung des Buches der Bücher. (Some thoughts on the production of the Book of books.) United Bible Societies, London. 1961.
- Vom Dienst am Autor und Leser. Über die Gestaltung meiner Bücher. (Serving author and reader. About the design of my books.) Sonderdruck der Edition Tiessen. 1987.
- Über meine Arbeit. Aus einer Rede anläßlich der Eröffnung einer Ausstellung. Marginalien. Heft 132. 1993.
- Mein Weg in die Welt der Bücher. (The Compositor as Publisher.) Philobiblon. Heft 1. 1995.
- Rückblicke auf meine Bücher und darauf, wie es zur Edition Tiessen kam. Aus dem Antiquariat. NF 7 (2009) Nr. 1.
- Vom Schriftsetzer zum Verleger oder: Vom Ende der Ära Gutenbergs. Imprimatur. Ein Jahrbuch für Bücherfreunde. NF XXI. 2009.
- Die Insel-Bücherei und die Edition Tiessen. Ein Versuch über Mittel und Wege der Typographie. Mit 29 Abbildungen von Titelseiten. Sonderdruck der Edition Tiessen. 2009.
- Meine Zeit bei Gotthard de Beauclair. Erinnerungen an die Fünfziger Jahre. Aus dem Antiquariat. NF 9 (2011) Nr. 2.